# Адхократия
Адхократия (англ. Adhocracy, от Ad hoc) — временная, ситуативная организация, направленная на решение какой-то конкретной задачи, реализацию конкретного проекта, в которой каждый организационный компонент является свободным модулем и взаимодействует с другими компонентами. В такой организации работа для большинства людей становится вариативной, не повторяющейся и ответственной, требующей от индивида способности к свободе действий, принятию самостоятельного решения, оценке и суждению, постоянной готовности сменить сферу занятости.
Адхократия получила своё развитие ещё при Президенте США Ф. Рузвельте: Президентский комитет по административному управлению (1936—1937), Временный национальный экономический комитет (1938—1941). Подобные структуры получили широкое развитие в США и странах Европы после окончания Второй мировой войны.

## Термин
Впервые термин предложен в 1960-х годах Беннисом (1925—2014), и популяризирован футурологом Э. Тоффлером в 1970-х годах.
Модель была широко разработана американскими исследователями Кимом Камероном и Робертом Куинном в книге «Диагностика и изменение организационной культуры», опубликованной в 1999 г.

## Концепция модели
Модель организационной культуры К. Камерона и Р. Куинна включает в себя 4 профиля или типа:
1. Клановая культура — организации рассматриваются как «большие семьи», лидеры воспринимаются как родители. Поощряются коллективные формы работы, преданность, сплоченность коллектива и благоприятный моральный климат внутри организации.
2. Адхократическая культура — динамичное, предпринимательское и творческое место работы, поощряется готовность к риску, личная инициатива и свобода действий со стороны сотрудников. Лидеры — новаторы. Связующая сущность — преданность экспериментированию и новаторству.
3. Бюрократическая или иерархическая культура — формализованное место работы, деятельность организации предписана процедурами и правилами. Лидеры — рационально мыслящие организаторы работы.
4. Рыночная культура — организации, ориентированные на результаты, главной миссией которой является выполнение поставленной цели. Сотрудники целеустремленны и соперничают между собой. Лидеры — твердые руководители и суровые конкуренты, непоколебимы и требовательны. Организация связана стремлением побеждать.

Для определения соответствующего для компании профиля организационной культуры используется 4 группы критериев, оказывающие наибольшее влияние на формирование и поддержание наиболее приемлемой организационной культуры для компании:
- гибкость и дискретность;
- стабильность и контроль;
- внутренний фокус и интеграция;
- внешний фокус и дифференциация.

Первая группа факторов (гибкость и дискретность; стабильность и контроль) связана с влиянием внешней среды на деятельность компании, вторая группа факторов (внутренний фокус и интеграция; внешний фокус и дифференциация) — на степень дифференциации или интеграции деятельности подразделений компаний.
|                               | Гибкость и дискретность  |                          |                                |
| Внутренний фокус и интеграция | Клановая культура        | Адхократическая культура | Внешний фокус и дифференциация |
| Внутренний фокус и интеграция | Бюрократическая культура | Рыночная культура        | Внешний фокус и дифференциация |
|                               | Стабильность и контроль  |                          |                                |

## Определение адхократии
Четвертый «идеальный» тип организации — адхократия, организационная форма, наиболее чутко реагирующая на быстро меняющиеся и ускоряющиеся условия внешней среды, более характерные для организаций XXI века. Ввиду быстро сокращающегося жизненного цикла товара или услуги был разработан ряд допущений, отличающих этот тип от трёх других. Эти предположения заключались в том, что инновационные и новаторские инициативы — это именно то, что ведет организацию к успеху, что главная задача менеджмента — способствовать предпринимательству, творчеству и активности «на передовой».
Корень слова адхократия (от лат. ad hoc — «по случаю») подразумевает нечто временное, специализированное и динамичное. Большинство людей распределялось в специальные оперативные целевые группы, которые впоследствии распускались, как только их задача была выполнена. Адхократия имеет такой же временный характер, поскольку для компаний этого типа характерна быстрая перестройка при возникновении новых обстоятельств.
Основная цель адхократии — развивать и способствовать гибкости и творчеству там, где типичны неопределенность, двусмысленность и информационная перегрузка.

## Виды адхократии
- Операционная адхократия

Операционная адхократия осуществляет инновационную деятельность и решает задачи непосредственно по поручению своих клиентов. Её многопрофильные экспертные команды часто работают по контрактам (например, консультационные фирмы общего профиля, рекламные агентства или предприятия по производству опытных инженерных образцов). Каждой операционной адхократии соответствует профессиональная бюрократия, которая осуществляет аналогичную, но относительно более узко ориентированную деятельность.
- Административная адхократия

В административной адхократии также действуют проектные команды, но перед ними стоит иная цель. Если операционная адхократия реализует проекты с целью обслуживания клиентов, то административная адхократия реализует проекты в собственных целях. В отличие от операционной в административной адхократии четко разделяются административный компонент и операционное ядро, которое как бы изолировано от остальной организации, так что оставшийся административный компонент может быть структурирован как адхократия.

## Роли лидера в адхократической культуре
Новатор — личность талантливая и созидательная, способная предвидеть изменения. Лидерство основано на предвидении лучшего будущего и поддержки в этом других. Активно поощряются новаторство и приспособляемость к изменяющимся условиям.
Провидец — личность, ориентированная в будущее, озабоченная тем, куда идет организация, делающая акцент на её возможностях и оценивающая вероятность успеха. Признак этого стиля лидерства — стратегическое планирование и непрерывное совершенствование текущей деятельности.

## Характерные черты адхократической организационной культуры
Адхократическая организационная культура имеет ряд отличительных признаков:
1. Поскольку данный тип организационной культуры присущ динамично развивающимся предпринимательским компаниям, сотрудники готовы принять высокую степень риска принимаемых ими решений.
2. Лидеры в компаниях также являются новаторами и готовы принимать на себя риск за принимаемые решения.
3. Высокая степень адаптации к быстро меняющейся внешней среде и готовность к изменениям.
4. Отсутствие централизованной власти и взаимоотношений.
5. Успех компании связан с предоставлением потребителю уникальных и инновационных товаров и услуг.
6. В компании поощряется личная инициатива, профессионализм и новаторство.
7. Долгосрочная ориентация на быстрый рост и приобретение новых ресурсов для компании.

## Примеры адхократической организационной культуры
Адхократический тип организационной культуры часто встречается в таких отраслях, как:
- аэрокосмическая промышленность
- разработка программного обеспечения
- консалтинг
- кинопроизводство

Важной задачей для таких организаций — это производство инновационных продуктов и услуг и быстрая адаптация к новым возможностям. В отличие от рыночной или бюрократической (иерархической) культуры, адхократия не имеет централизованной власти, вместо этого ей присуща децентрализация — делегирование полномочий от высшего звена управления к низшим звеньям, наделяя сотрудников большей властью, но вместе с тем и большей ответственностью.

Инновационная деятельность этих организаций означает отход от укоренившихся схем, а значит, в деле координации инноваторская организация не может полагаться ни на одну из форм стандартизации. Иными словами, она должна избегать всевозможных ловушек бюрократических структур, и прежде всего «капканов» жесткого разделения труда, дифференцирования организационных единиц, чрезмерной формализации поведения и акцентирования систем планирования и контроля. Так, Э. Тоффлер отмечает, что:
Адхократии сегодня часто — и иногда опрометчиво — изменяют свою внутреннюю форму, сбивая с толку… Огромные структуры демонтируются, затем собираются в новые формы и вновь демонтируются. Отделы и подразделения возникают неожиданно только затем, чтобы исчезнуть в следующей и следующей реорганизациях. (Toffler, 1970).

## Критика
Сложные инновации требуют совершенно особой конфигурации, способной объединить специалистов разных профессий в слаженно функционирующие ad hoc (специальные) проектные команды. Пользуясь термином, получившим широкую известность благодаря работам Элвина Тоффлера, можно сказать, что эти организации являются адхократиями нашего общества (Toffler, 1970). Примеры: компании по производству пластмасс (пример Дж. Лорша и П. Лоренса), технологическое производство (пример Джоан Вуд-ворд), NASA и компания Boeing.
Адхократии могут существовать внутри бюрократической организации как мобильные временные группы, созданные для решения специальных задач, которые не может решать организация в целом. Если бюрократия имеет 3 и более уровней управления, то адхократия — не более 2. Бюрократия более эффектна в стабильной экономической ситуации, адхократия — в нестабильной. Конкретный пример адхократии «Система 4» — это одна из моделей стиля руководства с максимумом участия исполнителей в управлении, разработанная Ренсисом Лайкертом.